# Robert Blommaert
Robert Blommaert (Beveren, 27 december 1941 - Melsele, 9 december 2013) was een Belgisch politicus voor de CVP en diens opvolger CD&V.

## Levensloop
Hij werd beroepshalve rijksingenieur op het ministerie van Landbouw.
Blommaert werd in 1970 verkozen op de kieslijst van toenmalig burgemeester van Melsele Edward Vercauteren tot gemeenteraadslid van Melsele. Later stapte hij over naar de CVP op verzoek van Marcel Van der Aa. Na de fusie van 1976 werd hij gemeenteraadslid te Beveren en bleef dit tot in 2012. Van 1970 tot 2004 was hij eveneens schepen van eerst Melsele en vervolgens Beveren. In Melsele oefende hij als schepen de bevoegdheden cultuur, jeugd en sport uit, in de fusiegemeente Beveren was hij bevoegd voor land-en tuinbouw, ruimtelijke ordening, parken en plantsoenen, openbare werken en sociale zaken.
Daarnaast was hij kabinetsadviseur van Minister Albert Lavens en kabinetsattaché bij Minister Jan Lenssens. Bij de federale verkiezingen van 1978 werd hij verkozen tot lid van de Kamer van volksvertegenwoordigers namens het arrondissement Sint-Niklaas, maar nam het mandaat niet op en liet zich vervangen door Omer De Mey.
Zijn uitvaartplechtigheid vond plaats op 14 december in de Onze-Lieve-Vrouw Hemelvaartkerk te Melsele.